# Oladapu Olufemi
Oladapu Olufemi Oluyi est un footballeur nigérian, né le 5 novembre 1988 à Ibadan au Nigeria. Il évolue comme milieu défensif.

## Sélection
- Nigeria : 1 sélection

Oladapu Olufemi a participé à la Coupe du monde des moins de 20 ans en 2007, avant d'intégrer l'équipe olympique.
Il participe donc à l'épopée olympique de Pékin en 2008 et obtient une médaille d'argent.
Le 9 janvier 2008, il obtient sa première sélection en A au cours d'un match amical face au Soudan.

## Palmarès

### En club
Vierge

### En sélection
Nigeria
- médaille d'argent aux JO de Pékin 2008.